# Leo Bosschart
Leonard ("Leo") François Gerard Bosschart (Kota Radja, 24 de agosto de 1888 - 9 de maio de 1951) foi um futebolista neerlandês, medalhista olímpico.
Leo Bosschart competiu nos Jogos Olímpicos de 1920 na Antuérpia. Ele ganhou a medalha de bronze.